# Округ Отсејго (Њујорк)
Округ Отсејго (енгл. Otsego County) је округ у америчкој савезној држави Њујорк. По попису из 2010. године број становника је 62.259.

## Демографија
Према попису становништва из 2010. у округу је живело 62.259 становника, што је 583 (0,9%) становника више него 2000. године.
| Група             | 2000.          | 2010.          |
| Белци             | 58.321 (94,6%) | 57.734 (92,7%) |
| Афроамериканци    | 1.079 (1,7%)   | 1.066 (1,7%)   |
| Азијати           | 390 (0,6%)     | 674 (1,1%)     |
| Хиспаноамериканци | 1.171 (1,9%)   | 1.921 (3,1%)   |
| Укупно            | 61.676         | 62.259         |